# 박기순 (기업인)
박기순(朴基順, 1857년 5월 27일(음력 5월 5일) ~ 1935년 9월 30일)은 일제강점기의 전라북도 지역 유지이다. 본관은 충주이다.

## 생애
1901년에 대한제국의 중추원 의관을 잠시 지내고 1906년에는 시종원에서도 근무했으나, 전북 지역의 대지주이자 근대화 흐름에도 잘 적응한 실업가로서의 약력이 더 두드러진다. 1906년에 전북농공은행 설립위원을 맡고 1907년에는 전주금융조합 설립위원이 되었다. 1908년에는 전북농공은행 은행장에 취임하여 한일 병합 조약 체결 때까지 재직했다.
한일 병합 전인 1909년에 이미 일본적십자사 전주지부 위원에 위촉되었고, 병합과 동시에 여산군(현 익산시) 군수에 임명되어 조선총독부 소속 관리로도 근무했다. 이후 전북 지역 유지로 여러 직책을 맡아 활발히 활동했다. 1916년 전북경평철도 이사, 1918년 조선식산은행 상담역, 1918년 전주금융조합 조합장, 1919년 주식회사 조선잠업 이사를 역임했다. 1913년에 초대 조선총독 데라우치 마사타케가 전주를 방문했을 때 박기순이 송덕시를 지어 바친 일도이 있다.
1919년에 3·1 운동이 발생해 전국적으로 시위가 확대되면서 각 지역 유지들을 중심으로 이 운동을 저지하기 위한 기구도 조직되었다. 전북 지역에서는 4월 21일에 전주에서 도장관의 지원 아래 전주자성회가 결성되었다. 박기순은 이 단체의 발기인으로 참여한데 이어 전주지부장에 선출되었고, 시국강연회 개최를 주도했다. 전주자성회는 3·1 운동에 호응하는 사람을 “불온행위를 감히 하는 자”로 지칭하면서, 회원인 지주들 수하의 머슴과 소작인까지 동원해 확산되는 독립 요구와 반일 운동을 제어했다.
이후로도 전북축산 이사, 전주은행 은행장 등을 지냈고, 1924년에 조선총독부 중추원 참의로 발탁되어 1927년까지 3년 동안 재직했다. 1926년의 한 언론 보도에 따르면, 박기순은 전북의 전주, 익산군, 옥구군, 임실군, 남원군, 장수군, 금산군 지역에 986정보의 토지를 소유하고 있었다. 이는 대지주의 일반적 기준인 100정보 농지의 약 10배에 해당하는 양이다. 1930년에는 전라북도 농회 부회장, 1931년에는 조선농회 통상위원을 역임했다.
일본 정부로부터 한일 병합 직후인 1912년에 한국병합기념장을 받은 것을 시작으로, 1915년 다이쇼대례기념장, 1928년 쇼와대례기념장을 받았고, 조선총독부로부터 여러차례 표창을 받은 일이 있다. 1926년에는 정7위에 서위되었다.

## 사후
2002년 발표된 친일파 708인 명단과 2008년 공개된 민족문제연구소의 친일인명사전 수록예정자 명단에 모두 포함되었다. 2007년 대한민국 친일반민족행위진상규명위원회가 발표한 친일반민족행위 195인 명단에도 선정되었다.
전북대학교 학생회관 앞에는 1934년 일본인 전주읍장이 세운 덕진공원지비(德津公園之碑)가 남아 있다. 이 비석에는 전주읍장과 박기순의 공적이 적혀 있다. 전주의 덕진공원에도 박기순이 자신의 회갑을 기념해 건립한 정자 취향정이 보존되어 있다. 논란 끝에 2005년에 박기순의 친일 행적을 적은 안내판이 취향정 앞에 세워졌다.

## 같이 보기
- 조선총독부 중추원

## 참고자료
- 친일반민족행위진상규명위원회 (2007년 12월). 〈박기순〉 (PDF). 《2007년도 조사보고서 II - 친일반민족행위결정이유서》. 서울. 1678~1689쪽쪽. 발간등록번호 11-1560010-0000002-10. [깨진 링크(과거 내용 찾기)]